# 维奥拉·鲍尔
维奥拉·鲍尔（德語：Viola Bauer，1976年12月13日—），德国女子越野滑雪运动员。她曾代表德国参加2002年和2006年冬季奥林匹克运动会越野滑雪比赛，共获得一枚金牌、一枚银牌和一枚铜牌。